# Carpesium
Carpesium es un género de plantas fanerógamas perteneciente a la familia de las asteráceas. Comprende 45 especies descritas y de estas, solo 24 aceptadas.

## Taxonomía
El género fue descrito por Carlos Linneo y publicado en Species Plantarum 2: 859. 1753. La especie tipo es  Carpesium abrotanoides L.		

## Especies aceptadas
A continuación se brinda un listado de las especies del género Carpesium aceptadas hasta julio de 2012, ordenadas alfabéticamente. Para cada una se indica el nombre binomial seguido del autor, abreviado según las convenciones y usos.
- Carpesium abrotanoides L.
- Carpesium cernuum L.
- Carpesium cordatum F.H.Chen & C.M.Hu
- Carpesium divaricatum Siebold & Zucc.
- Carpesium faberi C.Winkl.
- Carpesium gigas H.Lév. & Vaniot
- Carpesium glossophyllum Maxim.
- Carpesium humile C.Winkl.
- Carpesium kweichowense C.C.Chang
- Carpesium leptophyllum F.H.Chen & C.M.Hu
- Carpesium lipskyi C.Winkl.
- Carpesium longifolium F.H.Chen & C.M.Hu
- Carpesium macrocephalum Franch. & Sav.
- Carpesium minus Hemsl.
- Carpesium nepalense Less.
- Carpesium rosulatum Miq.
- Carpesium scapiforme F.H.Chen & C.M.Hu
- Carpesium spathiforme Hosok.
- Carpesium szechuanense F.H.Chen & C.M.Hu
- Carpesium trachelifolium Less.
- Carpesium triste Maxim.
- Carpesium velutinum C.Winkl.
- Carpesium verbascifolium H.Lév.
- Carpesium zhouquensis J.Q.Fu